# Bhadrapur (Dadeldhura)
Bhadrapur (nepalski: भद्रपुर, trl. Bhadrapur, trb. Bhadrapur) – gaun wikas samiti w zachodniej części Nepalu, w strefie Mahakali, w dystrykcie Dadeldhura. Według nepalskiego spisu powszechnego z 2001 roku liczył on 414 gospodarstw domowych i 2472 mieszkańców (1311 kobiet i 1161 mężczyzn).